# Buck Ewing
William Ewing, detto Buck (Hoagland, 17 ottobre 1859 – Cincinnati, 20 ottobre 1906), è stato un giocatore di baseball e allenatore di baseball statunitense di ruolo ricevitore nella Major League Baseball (MLB). È stato introdotto nella National Baseball Hall of Fame nel 1939.

## Carriera
Ewing debuttò nella National League nel 1880 con i Troy Trojans, ma divenne una stella nel 1883 con i New York Gothams, in seguito rinominati "Giants". Quell'anno batté 10 fuoricampo (un'impresa che non ripeté più), colpendo con una media battuta di .303. Giocando in un'epoca in cui i tripli erano più comuni dei fuoricampo a causa degli ampi campi di gioco e delle cattiva qualità delle palle usate, guidò la lega nel 1884 con 20 tripli e fu spesso tra i leader.
Noto anche per le sue abilità in difesa, Ewing giocò con Giants, Cleveland Spiders e Cincinnati Reds, mantenendo alte statistiche in attacco. La sua miglior stagione fu probabilmente quella del 1893 con gli Spiders quando batté con .344 con 6 fuoricampo, 122 punti battuti a casa, 47 basi rubate e 117 punti.
Nelle votazioni per la classe inaugurale della Baseball Hall of Fame, lui e Cap Anson guidarono tutti i giocatori del XIX secolo. Tre anni dopo divenne uno dei primi membri del secolo precedente ad esservi inserito e il primo ad avere giocato principalmente come ricevitore. Fu inoltre nominato uno dei cinque migliori giocatori del XIX secolo dalla Society for American Baseball Research nel 1999.

## Palmarès
- Leader della National League in fuoricampo: 1

1883